# Say It Ain't So
«Say It Ain't So» (en castellano Dime que no es así) es una canción de la banda estadounidense Weezer. Fue lanzada como tercer sencillo del álbum de estudio debut del grupo, Weezer, también conocido como The Blue Album, editado en 1994.
Escrita por Rivers Cuomo, la canción tomó forma después de que tenía toda la música y una frase, say it ain't so. Está relacionada con un incidente durante la época de Cuomo en el instituto, cuando llegó a casa y vio una botella de cerveza en el frigorífico. Creyó que el matrimonio entre su madre y su padre terminó porque su padre era alcohólico, y esto le hizo temer que el matrimonio entre su madre y su padrastro terminaría de la misma forma.
En 2008, la revista Rolling Stone colocó a «Say It Ain't So» en el número 72 de «Las mejores 100 canciones de guitarra de todos los tiempos». En una encuesta a los lectores de Rolling Stone en 2014, «Say It Ain't So» fue votada la mejor canción de la banda. Pitchfork Media incluyó la canción en el número diez de su top de las 200 canciones de los años 1990.

## Mezclas
Existen dos mezclas diferentes de la canción. La original tiene una mezcla un tanto diferente de batería, bajo y la guitarra no tiene acople. Sin embargo, cuando lanzaron la canción como sencillo, usaron la mezcla que tenía la guitarra con acople. A la banda le gustó tanto esa versión que pidieron que reemplazara a la versión del álbum, después de que este vendiese tres millones de copias. El álbum ahora tiene la versión con acople. La edición de lujo tiene ambas mezclas.

## Vídeo musical
El videoclip, dirigido por Sophie Muller, tuvo menos éxito que los dos anteriores vídeos de Weezer dirigidos por Spike Jonze, pero igualmente la canción alcanzó el Top 10 del chart Alternative Songs.
Como se indicó en el DVD Video Capture Device y en la reedición especial del álbum debut de Weezer, filmaron el videoclip en la casa donde la banda solía ensayar y grabar. El vídeo también tiene un cameo del webmaster, fotógrafo y amigo de la banda, Karl Koch. En varias ocasiones durante el video se puede ver un póster del músico King Diamond.

## Versiones
La banda Further Seems Forever versionó la canción para el álbum tributo a Weezer titulado Rock Music: A Tribute to Weezer. 
En un episodio de la serie de televisión One Tree Hill apareció una versión realizada por MoZella, Wakey!Wakey! y Juliana Hatfield. 
En vivo fue tocada por Deftones, The Sleeping, Young Guns y Finch. 
Asher Roth sampleó la canción para su sencillo de rap «I Love College».

## Músicos
- Brian Bell – guitarra rítmica y voz
- Rivers Cuomo – guitarra líder y voz
- Matt Sharp – bajo eléctrico y voz
- Patrick Wilson – batería

## Productor discográfico
- Ric Ocasek

## Posicionamiento en listas
| Listas (1995)                     | Mejor posición |
| --------------------------------- | -------------- |
| Canadian Singles Chart            | 6              |
| UK Singles Chart                  | 37             |
| U.S. Billboard Hot 100 Airplay    | 51             |
| U.S. Billboard Modern Rock Tracks | 7              |